# Błąd intencyjności
Błąd intencyjności (ang. intentional fallacy) – występujące w koncepcjach metodologicznych New Criticism określenie zawężenia interpretacji utworu literackiego do badań nad intencjami jego autora. Pojęcie wprowadzone zostało przez W.K. Wimsatta i M.C. Beardsleya w eseju z 1946 The Intentional Fallacy.
Zdaniem przedstawicieli nowej krytyki pytania takie jak „co autor miał na myśli?” czy „co poeta chciał powiedzieć?” obciążone są błędem metodologicznym. Zadaniem badań nad literaturą jest opis, interpretacja i ocena samego utworu: te zaś możliwe są jedynie w odniesieniu do konkretnego dzieła. Interpretacja, opis i ocena utworu odwołujące się do faktów różnych od samego utworu są czynnością nonsensowną. Jest tak także w przypadku psychiki autora: dzieło literackie istnieje niezależnie od wszelkiego rodzaju przeżyć, motywacji czy intencji twórcy. Świadczy o tym choćby istnienie dzieł anonimowych, które interpretować i oceniać można tak samo, jak dzieła, których autor jest znany. Ponadto ze względu na brak bezpośredniego wglądu do psychiki autora (i zarazem złożoność procesu twórczego) dociekania nad intencjami twórcy stanowią zazwyczaj puste domysły. Nawet jeśli sam autor ujawni swoje intencje względem dzieła, mogą one – i niejednokrotnie dzieje się tak – rozmijać się z jego aktualną postacią i z ocenami i interpretacjami krytyków – co także świadczy o tym, że dzieło i zamysł autora jest czymś ontologicznie różnym, a wiadomości o życiu psychicznym pisarzy nie dają żadnych pożytecznych informacji badaczom ich dzieł.
Ostatecznie wszelkie rozważania nad światem przeżyć autora jedynie oddalają badacza od jego rzeczywistego celu, czyli przedstawienia wewnętrznej organizacji utworu. Symetrycznym błędem metodologicznym wyróżnionym przez nową krytykę jest błąd afektywności, czyli próby opierania interpretacji utworu literackiego na badaniach świata przeżyć jego odbiorców.